# Нижне-Зырянское водохранилище
Ни́жне-Зыря́нское водохранилище (также Сёминский пруд) — водохранилище в Пермском крае, на реке Зырянка (левый приток Камы). Водохранилище создано в 1954—1956 гг. для водоснабжения предприятий города Березники, расположенного на его северном берегу, и сезонного регулирования стока реки. Площадь при запланированном подпорном уровне 5,2 км². Выше по течению Зырянки — Верхне-Зырянское водохранилище.

## Морфометрия
По проекту, нормальный подпорный уровень (НПУ) установлен 115,5 м над уровнем моря, форсированный подпорный уровень (ФПУ) 116,1 м, уровень мертвого объема (УМО) — 112,5 м, объём водохранилища: полный — 12,3 млн м³, полезный — 10,1 млн м³. Площадь зеркала: при НПУ — 4,35 км², при УМО — 2,04 км². Длина при НПУ — 4 км, средняя ширина 1 км, средняя глубина — 2,4 м. Предполагалась полезная отдача при сработке до УМО — 14,6 млн м³/год.
В начале 1990-х годов водохранилище эксплуатировалось при НПУ 115,0 м, ФПУ 115,6 м, при этом полезный объём составлял 8,0 млн м³. В дальнейшем, в связи с процессом оседания сооружений из-за расположенных под телом плотины и ложем водохранилища подземных выработок, установлены отметки: НПУ 114,5 м, УМО 111,5 м, площадь зеркала при НПУ 3,86 км², полный объём водохранилища 8,1 млн м³ и полезный 7,37 млн м³.

## Плотина
Плотина водохранилища насыпная, в основании трещиноватые мергелистые известняки. Материал тела плотины — суглинок, крепление откосов — железобетонные плиты толщиной 0,15 м, низовой откос покрыт дёрном. Фактическая отметка гребня по состоянию на октябрь 2003 г. — 116,51 м, строительная высота — до 10 м, длина по гребню — 785 м, ширина по гребню — 10 м, ширина по подошве — 53,6 м.

## Данные водного реестра
По данным государственного водного реестра России Нижне-Зырянское водохранилище на реке Зырянка относится к Камскому бассейновому округу, речной бассейн — Кама, речной подбассейн — бассейны притоков Камы до впадения Белой, водохозяйственный участок — Кама от водомерного поста у села Бондюг до города Березники. Код объекта в государственном водном реестре — 10010100221499000000020. В ГВР включено также как Семинский пруд под кодом 10010100221211100001703